# Instituto Guatemalteco de Migración
El Instituto Guatemalteco de Migración tiene competencia exclusiva para la ejecución de la Política Migratoria, la administración directa e indirecta de las disposiciones estatales orientadas a la gestión del derecho a migrar, la ejecución presupuestaria aprobada para el efecto y las demás disposiciones que sean consideradas dentro de la legislación nacional del país. Para el cumplimiento de sus fines y la ejecución de sus funciones el Instituto Guatemalteco de Migración, tiene competencia en todo el territorio nacional, con capacidad suficiente para administrar sus recursos financieros, técnicos, humanos y administrativos, así como adquirir derechos y obligaciones 

## Historia
El 13 de noviembre de 1909, el presidente de la República, Manuel Estrada Cabrera, establece el Registro para Extranjeros, autorizando los libros respectivamente. La primera Hoja de Residencia data de 1964, extendida aún por la Secretaría de Relaciones Exteriores, lo que se convertiría posteriormente en la Subdirección de Operaciones de Extranjería.
Por el constante movimiento migratorio, el Ministerio de Gobernación vio la necesidad de crear una entidad específica para registrar y controlar los flujos migratorios y por medio del Acuerdo Gubernativo de fecha 29 de junio de 1,963, nace la Dirección General de Migración. El primer Registro de residencia extendido por la Dirección General de Migración fue el 10 de julio del 1968.
Son diversos los lugares donde ha funcionado la sede de Migración siendo los más recientes, el edificio de la 8.ª Avenida y 12 calle de la zona 1, luego la sede traslado a la zona 8, luego a la zona 9 y actualmente funciona en 6.ª avenida 3-11 zona 4, Ciudad de Guatemala. El 30 de abril del 2017, la ley y reglamento de la Dirección General de Migración dejó de tener vigencia.
El 1 de mayo del 2017, entró en vigencia el Código de Migración, que contempla la creación del Instituto Guatemalteco de Migración, que será la institución encargada de asumir todas las responsabilidades y funciones de los servicios y trámites migratorios. Respaldando las funciones en el Acuerdo Gubernativo 83-2017.
Luego de cumplir con lo establecido en el proceso de transición, el Instituto Guatemalteco de Migración; a partir del 3 de agosto del año 2020 inició con las funciones enmarcadas en el Código de Migración, por la índole y características del proceso es considerado como algo histórico en Guatemala.

## Funciones
Son funciones del Instituto Guatemalteco de Migración, además de las que se regulen en el reglamento del presente Código y la legislación nacional, las siguientes: 
a) Velar por los derechos de las personas migrantes. 
b) Establecer las oficinas administrativas necesarias para la atención de las personas migrantes en el territorio nacional y en el extranjero. 
c) Ejecutar la Política Migratoria emitida por la Autoridad Migratoria Nacional. 
d) Integrar la Autoridad Migratoria Nacional mediante el director general. 
e) Realizar los informes técnicos, estadísticos y de cualquier índole para la constante actualización de las disposiciones administrativas, asimismo para cuando sea requerido por la Autoridad Migratoria Nacional o por el presidente de la República. 
f) Coordinar con las Secretarías y Ministerios de Estado las acciones específicas para la atención, asistencia y protección de las personas migrantes y dar seguimiento al cumplimiento de los resultados y metas de la Política Migratoria. 
g) Coordinar con las Secretarías y Ministerios de Estado la administración del servicio migratorio. 
h) Integrar las subdirecciones específicas creadas para la atención de situaciones especiales. 
i) Proponer a la Autoridad Migratoria Nacional la creación de comisiones temporales de alto nivel para el abordaje de coyunturas específicas.
j) Proponer a la Autoridad Migratoria Nacional se solicite la emisión de planes de regularización, de acuerdo a lo establecido en el presente Código. 
k) Disponer de subdirecciones para la atención, asistencia y protección de personas migrantes solicitantes de asilo, refugio y asistencia humanitaria. 
l) Dirigir y controlar la aplicación de las disposiciones para el ingreso de personas extranjeras al territorio nacional, así como su permanencia y egreso. 
m) Dirigir y controlar la aplicación de las disposiciones para los estatus ordinarios, extraordinarios y especiales migratorios de acuerdo al presente Código, la Política Migratoria, las prácticas internacionales y la legislación nacional. 
n) Dirigir, controlar y administrar la emisión y otorgamiento de los documentos de identidad internacional y de viaje, de conformidad con el presente Código y las demás disposiciones administrativas que se emitan para el efecto. 
o) Aplicar y garantizar el respeto de los procedimientos administrativos regulados en el presente Código. 
p) Garantizar el respeto a los derechos laborales y promover la profesionalización del recurso humano del Instituto Guatemalteco de Migración. 
q) Administrar exclusivamente y bajo su responsabilidad las bases de datos que se especifican en el presente Código, sin embargo, dichas bases de datos son propiedad del Estado.